# Boubakar Kouyaté
Boubakar "Kiki" Kouyaté (sinh ngày 15 tháng 4 năm 1997) là một cầu thủ bóng đá người Mali thi đấu cho Montpellier ở Ligue 1. Anh là một phần của đội tuyển Mali vào đến bán kết Giải vô địch bóng đá U-20 thế giới 2015. Mặc dù là một hậu vệ nhưng khả năng ghi bàn của anh rất cao.

## Sự nghiệp câu lạc bộ
Anh ra mắt chuyên nghiệp tại Giải bóng đá hạng nhất quốc gia Bồ Đào Nha cho Sporting B vào ngày 11 tháng 9 năm 2016 trong trận đấu trước Varzim.

## Thống kê sự nghiệp

### Câu lạc bộ
Tính đến ngày 6 tháng 3 năm 2020
| Câu lạc bộ          | Mùa giải            | Giải đấu            | Giải đấu | Giải đấu | Cúp quốc gia | Cúp quốc gia | Cúp liên đoàn | Cúp liên đoàn | Tổng cộng | Tổng cộng |
| Câu lạc bộ          | Mùa giải            | Hạng                | Trận     | Bàn      | Trận         | Bàn          | Trận          | Bàn           | Trận      | Bàn       |
| ------------------- | ------------------- | ------------------- | -------- | -------- | ------------ | ------------ | ------------- | ------------- | --------- | --------- |
| Sporting CP B       | LigaPro 2016–17     | LigaPro             | 33       | 0        | —            | —            | —             | —             | 33        | 0         |
| Sporting CP B       | LigaPro 2017–18     | LigaPro             | 12       | 0        | 0            | 0            | —             | —             | 12        | 0         |
| Sporting CP B       | Tổng cộng           | Tổng cộng           | 45       | 0        | 0            | 0            | —             | —             | 45        | 0         |
| Troyes              | Ligue 2 2018–19     | Ligue 2             | 12       | 1        | —            | —            | —             | —             | 12        | 1         |
| Troyes              | Ligue 2 2019–20     | Ligue 2             | 18       | 5        | 0            | 0            | 1             | 1             | 19        | 6         |
| Troyes              | Tổng cộng           | Tổng cộng           | 30       | 6        | 0            | 0            | 1             | 1             | 31        | 7         |
| Tổng cộng sự nghiệp | Tổng cộng sự nghiệp | Tổng cộng sự nghiệp | 75       | 6        | 0            | 0            | 1             | 1             | 76        | 7         |

### Quốc tế
Tính đến ngày 6 tháng 1 năm 2024
| Mali      |      |     |
| Năm       | Trận | Bàn |
| 2019      | 5    | 0   |
| 2020      | 1    | 0   |
| 2021      | 4    | 0   |
| 2022      | 6    | 0   |
| 2023      | 11   | 0   |
| 2024      | 1    | 0   |
| Tổng cộng | 28   | 0   |

## Danh hiệu
Kawkab Marrakech
- CAF Confederation Cup:
  - Vòng bảng: 2016